# Weybridge
Weybridge est une ville d'Angleterre, située dans le district d'Elmbridge, dans le Surrey. Elle tire son nom d'un pont (bridge) sur la rivière Wey, un affluent de la Tamise qui s'y déverse près de Weybridge.
La partie sud de la paroisse se compose d'une grande colline avec terrain de golf et club de tennis, et d'un bois ponctué de grandes propriétés clôturées. Le standing de cette colline de St Georges Hill est tel que deux membres du groupe des Beatles s'y sont installés.
La pointe sud-ouest de la paroisse est aménagée une Zone d'activité ultra-moderne avec même un musée (le Mercedes Benz World et son petit circuit), un hôtel et des grandes surfaces. Son ancienne forme est, donc, le Circuit de Brooklands.
Le centre-ville compte de nombreuses boutiques et cafés ainsi que les caractéristiques habituelles d'une grande ville. Un secteur, peut-être insolite du centre-ville, est légèrement plus en hauteur : il abrite la seule discothèque locale et un terrain de cricket (le sport).
La ville compte de nombreuses écoles privées et sa moitié sud est un lieu de vie pour les joueurs qui fréquentent le terrain d'entraînement du club de football de Chelsea à Cobham.
Au nord il y a un ferry vite pour vieux Shepperton avec son grand pub-restaurant au bord de la rivière et il y a plusieurs restaurants à Weybridge ainsi que de vieux pubs spacieux.

## Personnalités liées à la commune
- Louis-Philippe Ier, (1773-1850) Roi des Français, y fut inhumé dans la chapelle Saint-Charles Borromée avant d'être ré-inhumé à la chapelle royale de Dreux.
- John Austin, (1790-1859) philosophe mort à Weybridge.
- Sarah Austin, (1793-1867) éditeur morte à Weybridge.
- Maurice Hewlett, (1861-1923) romancier né à Weybridge.
- Jacqueline Bisset, (1944-) actrice née à Weybridge.
- Brian Trubshaw, (1904-2001) pilote résidant à Weybridge.
- John Lennon, (1940-1980) chanteur, musicien, compositeur, producteur de disques et écrivain résidant à Weybridge.
- Ringo Starr, (1940-) musicien, chanteur et acteur résidant à Weybridge.
- Tom Jones, (1940-) chanteur résidant à Weybridge.
- Nina Bawden, (1925-2012) romancière résidant à Weybridge.
- Frank Finlay, (1926-2016) acteur mort à Weybridge.
- Fanny Kemble, (1809-1893) actrice née à Weybridge.
- E. M. Forster, (1879-1970) écrivain résidant à Weybridge.
- Michael Aspel, (1933-) présentateur de télévision résidant à Weybridge.
- You Me At Six, groupe de pop rock formé à Weybridge en 2004.
- Petr Čech, (1982-) footballeur résidant actuellement à Weybridge.
- Peter Crouch, (1981-) footballeur résidant à Weybridge.
- Abbey Clancy, (1986-) top model résidant à Weybridge.
- Eamonn Holmes, (1959-) journaliste résidant à Weybridge ainsi que son épouse, Ruth Langsford (1960-)
- Yuri Scheffler (1969-) milliardaire russe possède une maison à Weybridge
- Edward-Alfred Cowper (1819–1893) inventeur et ingénieur mort à Weybridge